# Associação Desportiva de Valongo
L'Associação Desportiva de Valongo, meglio noto come AD Valongo o semplicemente Valongo è un club di hockey su pista avente sede a Valongo.
Nella sua storia ha vinto in ambito nazionale un campionato nazionale e una Supercoppa portoghese. In ambito internazionale vanta una vittoria in Coppa Continentale a cui si aggiungono una sconfitta in finale di Eurolega e due sconfitte in semifinale di Coppa CERS.
La squadra disputa le proprie gare interne presso il Pavilhão Municipal, a Valongo.

## Cronistoria
| Cronistoria dell'Associação Desportiva de Valongo |
| --- |
| - 1955 · Fondazione dell'Associação Desportiva de Valongo. - 1956 · Regional do Norte in 2ª Divisão. - 1957 · Regional do Norte in 2ª Divisão. - 1958 · Regional do Norte in 2ª Divisão. - 1959 · Regional do Norte in 2ª Divisão. - 1960 · Regional do Norte in 2ª Divisão. Promosso in 1ª Divisão. - 1961 · 6º nel Regional do Norte in 1ª Divisão. - 1962 · 8º nel Regional do Norte in 1ª Divisão. - 1963 · Eliminato al terzo turno zona norte di Coppa del Portogallo. - 1964 · - 1965 · 4º nel Regional do Porto, 8º nella fase finale in 1ª Divisão. - 1966 · 3º nel Regional do Porto, 7º nella fase finale in 1ª Divisão. - 1967 · 2º nel Regional do Porto, 4º nel campeonato metropolitano in 1ª Divisão. - 1968 · 1º nel Regional do Porto, 3º nel campeonato metropolitano in 1ª Divisão. - 1969 · 3º nel Regional do Porto in 1ª Divisão. - 1970 · 1º nel Regional do Porto, 3º nel campeonato metropolitano in 1ª Divisão. - 1971 · 3º nel Regional do Norte in 1ª Divisão. - 1972 · 3º nel Regional do Norte in 1ª Divisão. - 1973 · 4º nel Regional do Norte in 1ª Divisão. - 1974 · 5º nel Regional do Norte in 1ª Divisão. - 1975 · 3º nel Regional do Norte, 4º nella fase finale in 1ª Divisão. - 1976 · 1º nel Regional do Norte, 5º nella fase finale in 1ª Divisão. Eliminato in semifinale di Coppa del Portogallo. - 1977 · 4º nel Regional do Norte, 3º nella fase finale in 1ª Divisão. Eliminato ai quarti di finale di Coppa del Portogallo. - 1978 · 3º nel Regional do Norte, 5º nella fase finale in 1ª Divisão. Eliminato ai quarti di finale di Coppa del Portogallo. Eliminato in semifinale di Coppa dei Campioni. - 1979 · 4º nel Regional do Norte, 7º nella fase finale in 1ª Divisão. Eliminato agli ottavi di finale di Coppa del Portogallo. - 1980 · 4º nel Regional do Norte, 3º nella fase finale in 1ª Divisão. Eliminato ai quarti di finale di Coppa del Portogallo. - 1981 · 2º nel Regional do Norte, 3º nella fase finale in 1ª Divisão. Eliminato agli ottavi di finale di Coppa del Portogallo. Eliminato ai quarti di finale di Coppa CERS. - 1982 · 11º in 1ª Divisão. Eliminato in semifinale di Coppa CERS. - 1983 · 14º in 1ª Divisão. Retrocesso in 2ª Divisão. - 1983-1984 · 2ª Divisão. Promosso in 1ª Divisão. - 1984-1985 · 16º in 1ª Divisão. Retrocesso in 2ª Divisão. Eliminato ai quarti di finale di Coppa del Portogallo. - 1985-1986 · 2ª Divisão. Promosso in 1ª Divisão. - 1986-1987 · 13º in 1ª Divisão. Retrocesso in 2ª Divisão. - 1987-1988 · 2ª Divisão. - 1988-1989 · 2ª Divisão. Promosso in 1ª Divisão. Eliminato ai quarti di finale di Coppa del Portogallo. - 1989-1990 · 9º in 1ª Divisão. - 1990-1991 · 4º in 1ª Divisão. Eliminato agli ottavi di finale di Coppa del Portogallo. - 1991-1992 · 4º in 1ª Divisão. Eliminato agli ottavi di finale di Coppa del Portogallo. Eliminato ai quarti di finale di Coppa CERS. - 1992-1993 · 6º in 1ª Divisão. Eliminato ai quarti di finale di Coppa CERS. - 1993-1994 · 4º nella 1ª fase, 4º nella poule titolo in 1ª Divisão. Eliminato ai quarti di finale di Coppa del Portogallo. - 1994-1995 · 4º nella 1ª fase, 4º nella poule titolo in 1ª Divisão. Eliminato in semifinale di Coppa CERS. - 1995-1996 · 12º nella 1ª fase, 2º nella poule salvezza in 1ª Divisão. Retrocesso in 2ª Divisão. Eliminato agli ottavi di finale di Coppa CERS. - 1996-1997 · 2ª Divisão. Promosso in 1ª Divisão. - 1997-1998 · 11º nella 1ª fase, 4º nella poule salvezza in 1ª Divisão. Retrocesso in 2ª Divisão. - 1998-1999 · 2ª Divisão. - 1999-2000 · 2ª Divisão. - 2000-2001 · 2ª Divisão. - 2001-2002 · 2ª Divisão. - 2002-2003 · 2ª Divisão. - 2003-2004 · 2ª Divisão. - 2004-2005 · 2ª Divisão. - 2005-2006 · 2ª Divisão. Promosso in 1ª Divisão. - 2006-2007 · 10º in 1ª Divisão. - 2007-2008 · 10º in 1ª Divisão. Eliminato agli ottavi di finale di Coppa del Portogallo. - 2008-2009 · 12º in 1ª Divisão. Retrocesso in 2ª Divisão ma ripescato al posto del Nortecoope. Eliminato in semifinale di Coppa del Portogallo. - 2009-2010 · 7º in 1ª Divisão. Eliminato ai sedicesimi di finale di Coppa del Portogallo. - 2010-2011 · 7º in 1ª Divisão. Eliminato in semifinale di Coppa del Portogallo. - 2011-2012 · 6º in 1ª Divisão. Eliminato ai sedicesimi di finale di Coppa del Portogallo. - 2012-2013 · 4º in 1ª Divisão. Eliminato in semifinale di Coppa del Portogallo. - 2013-2014 · Campione di Portogallo (1º titolo). Eliminato ai sedicesimi di finale di Coppa del Portogallo. Eliminato ai quarti di finale di Eurolega. - 2014-2015 · 4º in 1ª Divisão. Eliminato ai quarti di finale di Coppa del Portogallo. Vince la Supercoppa del Portogallo (1º titolo). Eliminato alla fase a gironi di Eurolega. - 2015-2016 · 6º in 1ª Divisão. Eliminato agli ottavi di finale di Coppa del Portogallo. Eliminato alla fase a gironi di Eurolega. - 2016-2017 · 7º in 1ª Divisão. Eliminato ai sedicesimi di finale di Coppa del Portogallo. Eliminato ai quarti di finale di Elite Cup. - 2017-2018 · 5º in 1ª Divisão. Finalista di Coppa del Portogallo. Eliminato ai quarti di finale di Elite Cup. - 2018-2019 · 10º in 1ª Divisão. Eliminato ai sedicesimi di finale di Coppa del Portogallo. Eliminato in semifinale di Elite Cup. - 2019-2020 · 10º in 1ª Divisão. Qualificato agli ottavi di finale di Coppa del Portogallo. Stagione interrotta a causa della pandemia di COVID-19. - 2020-2021 · 7º in 1ª Divisão, eliminato ai quarti di finale nei play-off. Qualificato ai sedicesimi di finale di Coppa del Portogallo. - 2021-2022 · 6º in 1ª Divisão, eliminato ai quarti di finale dei play-off. Eliminato agli ottavi di finale di Coppa del Portogallo. Eliminato ai quarti di finale di Elite Cup. Partecipa all'Eurolega. - 2022-2023 · Partecipa alla 1ª Divisão. Eliminato ai quarti di finale di Elite Cup. Vince la Coppa Continentale (1º titolo). |

## Palmarès

### Competizioni nazionali
2 trofei
- Campionato portoghese: 1

2013-2014
- Supercoppa del Portogallo: 1

2014

### Competizioni internazionali
1 trofeo
- Supercoppa d'Europa/Coppa Continentale: 1

2022-2023

## Statistiche

### Partecipazioni ai campionati
| Livello | Categoria  | Partecipazioni | Debutto | Ultima stagione |
| ------- | ---------- | -------------- | ------- | --------------- |
| 1º      | 1ª Divisão | 47             | 1961    | 2021-2022       |
| 2º      | 2ª Divisão | 18             | 1956    | 2005-2006       |

### Partecipazioni alla coppe nazionali
| Competizione              | Partecipazioni | Debutto | Ultima stagione |
| ------------------------- | -------------- | ------- | --------------- |
| Coppa del Portogallo      | 27             | 1963    | 2021-2022       |
| Elite Cup                 | 4              | 2016    | 2021            |
| Supercoppa del Portogallo | 1              | 2014    | 2014            |

### Partecipazioni alla coppe internazionali
| Competizione                                 | Partecipazioni | Debutto   | Ultima stagione |
| -------------------------------------------- | -------------- | --------- | --------------- |
| Coppa CERS/WSE                               | 6              | 1980-1981 | 1995-1996       |
| Coppa dei Campioni/Champions League/Eurolega | 5              | 1977-1978 | 2021-2022       |